# Olof Norrbohm
Olof Erik Gustaf Norrbohm, född den 10 augusti 1843 i Kristinehamn, död den 28 oktober 1915 i Augerums församling, Blekinge län, var en svensk sjömilitär.
Norrbohm blev sekundlöjtnant vid flottan 1865. Efter anställning i engelsk örlogstjänst 1868–1871 blev han löjtnant 1873. Norrbohm tjänstgjorde i generalstaben 1875–1876. Han var adjutant hos chefen för flottans militärpersonal 1877–1878 och adjutant i Sjöförsvarsdepartementets kommandoexpedition 1881–1882. Norrbohm befordrades till kapten 1883 och till kommendörkapten av andra graden 1890. Han tjänstgjorde i flottans stab 1892–1894 och beviljades avsked med tillstånd att som kommendörkapten av andra graden kvarstå i flottans reserv 1901. Norrbohm beviljades avsked ur krigstjänsten 1908. Han invaldes som ledamot av Örlogsmannasällskapet 1874. Norrbohm blev riddare av Svärdsorden 1886.